# Олдржих Махач
Олдржих Махач (чеськ. Oldřich Machač; нар. 11 квітня 1946, Простейов, Чехословаччина — пом. 10 серпня 2011, Брно, Чехія) — чехословацький хокеїст, захисник.
Триразовий чемпіон світу. З 1999 року член зали слави ІІХФ, а з 2008 — зали слави чеського хокею.

## Клубна кар'єра
В 1963/64 дюбютував у складі команди «Простейов», яка грала у другому дивізіоні чехословацького хокею. В чехословацькій хокейній лізі грав за ВСЖ (Кошице) (1965—1967) та ЗКЛ (Брно) (1967—1978). Всього в чемпіонаті Чехословаччини провів 489 матчів і забив 108 голів.
Чотири заключних роки провів у німецькому клубові «Старбуллз» (Розенгайм). В сезоні 1981/82 здобув титул чемпіона бундесліги. Всього у чемпіонаті Німеччини провів 178 матчів (45 закинутих шайб).

## Виступи у збірній
В національній збірній грав з 1967 по 1978 рік. В збірній грав у парі з Франтішеком Поспішилом. Тричі здобував золоті нагороди на світових чемпіонатах, чотири на чемпіонатах Європи. В 1972 році був обраний до символічної збірної на чемпіонаті світу. Тричі був учасником Олімпійських ігор. У Греноблі (1968) та  Інсбруку (1976) його команда посідала друге місце. На Олімпіаді у Саппоро здобув бронзову нагороду. Фіналіст Кубка Канади 1976. На чемпіонатах світу та Олімпійських іграх провів 113 матчів (17 закинутих шайб), а всього у складі національної збірної — 293 матчі та 37 голів. За кількістю проведених ігор в історії збірної Чехословаччини посідає друге місце, більше лише у Їржі Голика — 319 матчів.

## Нагороди та досягнення
| Нагороди            | Команда        | Кіл. | Роки                         |
| ------------------- | -------------- | ---- | ---------------------------- |
| Олімпійські ігри    |                |      |                              |
| Срібло              | Чехословаччина | 2    | 1968, 1976                   |
| Бронза              | Чехословаччина | 1    | 1972                         |
| Чемпіонат світу     |                |      |                              |
| Золото              | Чехословаччина | 3    | 1972, 1976, 1977             |
| Срібло              | Чехословаччина | 5    | 1968, 1971, 1974, 1975, 1978 |
| Бронза              | Чехословаччина | 3    | 1969, 1970, 1973             |
| Кубок Канади        |                |      |                              |
| Срібло              | Чехословаччина | 1    | 1976                         |
| Чемпіонат Європи    |                |      |                              |
| Золото              | Чехословаччина | 4    | 1971, 1972, 1976, 1977       |
| Срібло              | Чехословаччина | 4    | 1968, 1974, 1975, 1978       |
| Бронза              | Чехословаччина | 4    | 1967, 1969, 1970, 1973       |
| Чемпіонат Німеччини |                |      |                              |
| Золото              | «Розенгайм»    | 1    | 1982                         |